# Милан, Ана
А́на Беле́н Гарси́я Мила́н (исп. Ana Belén García Milán; род. 3 ноября 1973, Аликанте) — испанская актриса, ведущая, модель, журналист и писатель. Известность ей принесла роль Олимпии в телесериале «Физика или химия».

## Биография
Ана Милан родилась в семье, где было ещё двое детей, и была самой младшей. Занимается сначала модельной профессией, потом, после окончания колледжа, журналистикой. Но, в конечном итоге становится актрисой.
После своего переезда в Мадрид, почти сразу устраивается на работу на телеканал Antena 3, одновременно совмещая и работу модели. Участвует во многих театральных постановках и телевизионных передачах.
С 2008 года приглашена на роль учительницы английского языка Олимпии в сериале «Физика или химия», где и снималась до закрытия его в 2011 (седьмой сезон).
В сентябре 2011 года вышла книга Аны Милан «Секс в Милан».
После окончания «Физики или химии» участвует в сериале из десяти серий «El tiempo entre costuras» канала Antena 3, премьера которого состоялась в январе 2012 года, в роли Берты Стерлинг.
Замужем за Хорхе Хуаном Пересом, имеет сына от первого брака.

## Фильмография

### Сериалы
| Год       |   | Русское название         | Оригинальное название     | Роль                |
| --------- | - | ------------------------ | ------------------------- | ------------------- |
| 1999—2006 | с | 7 жизней                 | 7 vidas                   | Карла               |
| 2005      | с | Подлинный Родриго Леаль  | El auténtico Rodrigo Leal | Бегония             |
| 2005—2009 | с | Камера-кафе              | Camera Café               | Виктория де ла Вега |
| 2006—2007 | с | Я - Беа                  | Yo soy Bea                | Сандра де ла Вега   |
| 2007      | с | Мои любимые соседи       | Mis adorables vecinos     | Хозяйка дома        |
| 2008—2011 | с | Физика или химия         | Física o Química          | Олимпия Диас        |
| 2009      | с | Fibrilando               | ¡Fibrilando!              | Виктория де ла Вега |
| 2012      | с | El tiempo entre costuras | El tiempo entre costuras  | Берта Стерлинг      |

### Кино
| Год  | Название          | Оригинал названия          | Роль            |
| ---- | ----------------- | -------------------------- | --------------- |
| 2009 | Конец пути        | Al final del camino        | Инма            |
| 2010 | История игрушек 3 | Toy Story 3                | Долли (озвучка) |
| 2011 | Человек бабочка   | El hombre de las mariposas | Сильвия         |
| 2012 | Смерть любви      | Muertos de Amor            | ?               |

## Награды и номинации
| Год  | Награда                                                                   | Категория                    | За                  | Результат |
| ---- | ------------------------------------------------------------------------- | ---------------------------- | ------------------- | --------- |
| 2007 | Zapping Awards                                                            | Лучшая актриса               | Я - Беа Камера-кафе | Номинация |
| 2008 | Premios TP de Oro                                                         | Лучшая актриса               | Физика или химия    | Номинация |
| 2009 | Международный фестиваль кино и телевидения Исторического Королевства Леон | За особые достижения         | Физика или химия    | Победа    |
| 2009 | Premios del Público TV                                                    | Лучшая драматическая актриса | Физика или химия    | Номинация |